# Pseudoclimaciella ivoiriensis
Pseudoclimaciella ivoiriensis är en insektsart som beskrevs av Poivre 1982. Pseudoclimaciella ivoiriensis ingår i släktet Pseudoclimaciella och familjen fångsländor. Inga underarter finns listade i Catalogue of Life.